# Gurdwara d'Abbotsford
Le temple sikh d'Abbotsford ou gurdwara d'Abbotsford (Gur Sikh Temple) est un gurdwārā situé à Abbotsford en Colombie-Britannique est le plus vieux temple sikh en Amérique du Nord. Construit en 1911, il s'agit d'un bâtiment simple avec une fausse façade correspondant à l’architecture commerciale vernaculaire du Canada de l'époque. Il a été désigné lieu historique national du Canada en 2002 et inscrit au répertoire du patrimoine communautaire d'Abbotsford en 2005.